# Beaucouzé
Beaucouzé é uma comuna francesa na região administrativa da Pays de la Loire, no departamento de Maine-et-Loire. Estende-se por uma área de 19,34 km². Em 2010 a comuna tinha 5 402 habitantes (densidade: 279,3 hab./km²).